# Los Hoyos
Los Hoyos es una comuna situada en el departamento Río Seco, provincia de Córdoba, Argentina.
Se encuentra situada a 180 km de la Ciudad de Córdoba.
La principal actividad económica es la agricultura seguida por la ganadería, siendo el principal cultivo la soja.
La industria está estrechamente relacionada con el campo, aunque existe en la localidad un taller textil mediano.
El turismo también tiene cierta relevancia.
Existe en la localidad un puesto sanitario y la fiesta patronal se celebra el primer domingo de septiembre en honor a San Isidro.

## Geografía

### Población
Cuenta con 426 habitantes (Indec, 2022), lo que representa un incremento del 54% frente a los 194 habitantes (Indec, 2010) del censo anterior.
| Gráfica de evolución demográfica de Los Hoyos entre 2001 y 2022 |
|                                                                 |
| Fuente: Censos nacionales del INDEC                             |

### Sismicidad
La sismicidad de la región de Córdoba es frecuente y de intensidad baja, y un silencio sísmico de terremotos medios a graves cada 30 años en áreas aleatorias. Sus últimas expresiones se produjeron:
- 22 de septiembre de 1908 (116 años), a las 17.00 UTC-3, con 6,5 Richter, escala de Mercalli VII; ubicación 30°30′0″S 64°30′0″O / -30.50000, -64.50000; profundidad: 100 km; produjo daños en Deán Funes, Cruz del Eje y Soto, provincia de Córdoba, y en el sur de las provincias de Santiago del Estero, La Rioja y Catamarca[2]

- 16 de enero de 1947 (78 años), a las 2.37 UTC-3, con una magnitud aproximadamente de 5,5 en la escala de Richter (terremoto de Córdoba de 1947)[1]

- 28 de marzo de 1955 (70 años), a las 6.20 UTC-3 con 6,9 Richter: además de la gravedad física del fenómeno se unió el desconocimiento absoluto de la población a estos eventos recurrentes (terremoto de Villa Giardino de 1955)

- 7 de septiembre de 2004 (20 años), a las 8.53 UTC-3 con 4,1 Richter

- 25 de diciembre de 2009 (15 años), a las 21.42 UTC-3 con 4,0 Richter